# Stemming (groep)
Stemming is een Belgisch-Limburgse kleinkunstgroep die eind jaren 70 van de vorige eeuw optrad en succes oogstte met liedjes zoals Willem, Alle golven, Speel eens voor mij en Niet slecht bedoeld.
De groep werd opgericht in 1976 en bestond uit Ria Geraerts (Opgrimbie, 1952), Jan Luyten (Meeuwen, 1949), Gisèle Sikora (Genk, 1952-2006), Noël Schobben (Lanaken, 1954), Roger Nickmans (As, 1950), Roland Broux (Genk, 1958) en Jan Cox (Neerpelt, 1951). Geraerts was de zangeres en tekstschrijfster. De groep bracht twee langspeelplaten uit en werd in 1981 ontbonden.

## Discografie

### Lp's
- De wereld gaat aan vlijt ten onder (1979)
- Picknick (1980)